# Президентские выборы в Египте (2023)
Президентские выборы 2023 года в Египте прошли 10-12 декабря, как объявила Национальная избирательная комиссия после появления слухов о том, что выборы состоятся раньше, чем ожидалось из-за проблем в экономике. Регистрация кандидатов прошла с 5 по 14 октября 2023 года, а сами выборы состоялись с 10 по 12 декабря, в то время как заграницей голосование прошло с 1 по 3 декабря.
Действующий президент Абдул-Фаттах ас-Сиси, который пришёл к власти в ходе переворота 2013 года, имеет право на переизбрание, поскольку срок полномочий был скорректирован с четырёх до шести лет поправкой к конституции в 2019 году, и технически он не будет занимать пост президента более 12 лет на момент выборов. Правление ас-Сиси называют авторитарным.

## Предыстория
Действующий президент ас-Сиси выиграл выборы 2018 года, набрав более 97 % голосов (при явке 40 %), и столкнулся лишь с номинальной оппозицией (проправительственным кандидатом Мусой Мустафой Мусой) после того, как нескольким деятелям оппозиции не разрешили участвовать (военный арест Сами Анана, угрозы Ахмеду Шафику в отношении старых обвинений в коррупции и предполагаемого видео сексуального характера, а также недопуск Халеда Али и Мохамеда Анвара Эль-Садата из-за нарушений при подаче документов).
С 2022 года Египет находился в разгаре экономического кризиса, включая рекордно высокую инфляцию, из-за которой египетский фунт потерял почти половину своей стоимости с марта 2022 года по январь 2023 года, а также нехватку иностранной валюты, которая частично была вызвана российским вторжением в Украину. До кризиса примерно 30 % населения уже жило за чертой бедности, а ещё 30 % считались уязвимыми к бедности. Кроме того, за последние десять лет внешний долг страны утроился. Египет выставил на продажу несколько государственных компаний и пакетов акций в попытке накопить деньги, но около половины бюджета на 2023/24 годы направлено на обслуживание долга. МВФ потребовал, чтобы египетский фунт перешёл на полностью плавающий обменный курс, чтобы выдать ещё раунд кредитов. В кризисе также обвиняли государственные расходы на проекты без окупаемости инвестиций, такие как Новая столица, в дополнение к постоянному торговому дефициту и продолжающемуся влиянию военных в экономических делах. Агентство Moody's назвало Египет одной из пяти стран с наибольшим риском дефолта по внешнему долгу в 2023 году.

## Кандидаты

### Подавшие документы
Свои документы о выдвижении представили четыре кандидата. Окончательный список был опубликован 9 ноября:
- Хазем Омар, председатель «Народно-республиканской партии»[28], получил поддержку 44 депутатов[29], выдвинул кандидатуру 13 октября[30];
- Абдель Фаттах ас-Сиси, действующий президент Египта[31], получил поддержку более 1 миллиона избирателей и 424 депутатов, выдвинул свою кандидатуру 7 октября[32];
- Абдель-Санад Ямама, председатель «Египетской партии Вафд»[28], получил поддержку 22 депутатов[33], выдвинул кандидатуру 9 октября[34];
- Фарид Захран, председатель «Египетской социал-демократической партии»[35], получил поддержку 28 депутатов[33], выдвинул кандидатуру 8 октября[36].

### Отозвавшие заявку
- Гамиля Исмаил, председатель Конституционной партии[37], отозвала свою заявку 11 октября[38];
- Ахмед Тантави[39], бывший председатель «Партии достоинства»[40] и бывший депутат от «Альянса 25-30»[41], получил поддержку около 14 000 сторонников, отозвал свою кандидатуру 13 октября из-за нехватки поддержки[42].

### Заявившие о намерении участвовать
Следующие кандидаты заявили о своем намерении баллотироваться, но не представили свои документы:
- Фуад Бадрави, бывший член парламента от «Египетской партии Вафд»[43];
- Ахмед Эль-Фадали, председатель «Демократической партии мира»[44].

## Критика
Мобильный телефон кандидата Тантави был взломан с помощью шпионской программы Predator. Citizen Lab и группа анализа угроз Google указали, что попытки начались ещё в мае 2023 года и продолжались до августа, используя различные методы, в результате чего 21 сентября Apple даже выпустила обновления безопасности для исправления уязвимостей, используемых шпионским ПО. 27 сентября Тантави приостановил свою кампанию на 48 часов из-за преследований и арестов своих сторонников.

## Протесты
Вечером 2 октября в Мерса-Матрухе вспыхнули небольшие протесты против ас-Сиси, протестующие сжигали фотографии с президентом и скандировали лозунги. Акции протеста прокатились и по другим городам. Так в столице митингующие жгли государственные флаги, а позднее произошли столкновения с силами безопасности.

## Результаты
|                                  | Абдул-Фаттах ас-Сиси             | Беспартийный                             | 39 702 451 | 89,65 |  |  |
|                                  | Хазем Омар                       | Народно-республиканская партия           | 1 986 352  | 4,49  |  |  |
|                                  | Фарид Захран                     | Египетская социал-демократическая партия | 1 776 952  | 4,01  |  |  |
|                                  | Абдель Санад Ямама               | Новая партия Вафд                        | 822 606    | 1,86  |  |  |
|                                  |                                  |                                          |            |       |  |  |
| Действительные голоса            | Действительные голоса            | Действительные голоса                    | 44 288 361 | 98,91 |  |  |
| Пустые и недействительные голоса | Пустые и недействительные голоса | Пустые и недействительные голоса         | 489 307    | 1,09  |  |  |
| Всего голосов                    | Всего голосов                    | Всего голосов                            | 44 777 668 | 100   |  |  |
|                                  |                                  |                                          |            |       |  |  |
| Общее число избирателей и явка   | Общее число избирателей и явка   | Общее число избирателей и явка           | 67 032 438 | 66,80 |  |  |
| Источник: Arab News              |                                  |                                          |            |       |  |  |